# Paul (Griechenland)

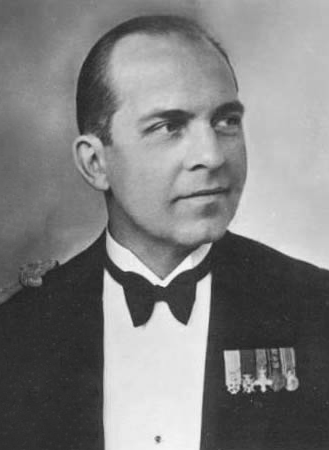
Paul I. von Griechenland (1939)

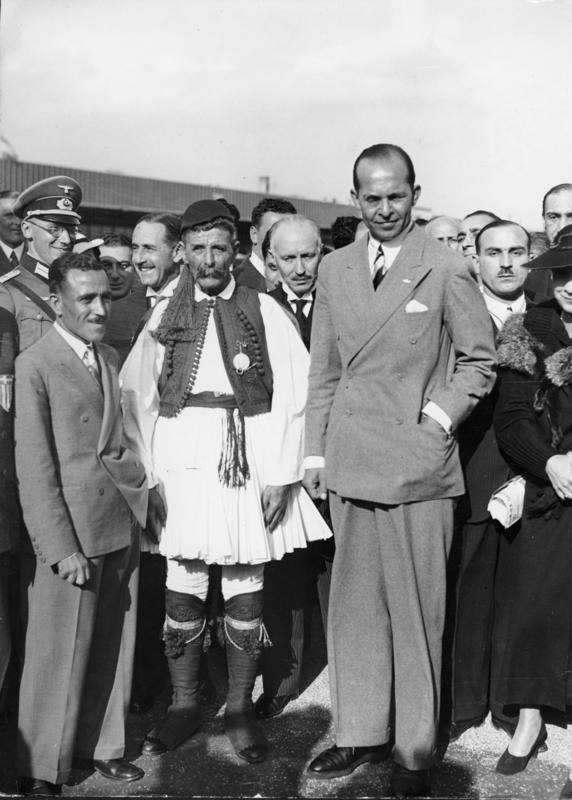
Paul von Griechenland als Kronprinz (rechts) mit Spyridon Louis (Mitte, in griechischer Tracht) bei den Olympischen Spielen in Berlin 1936

Paul I. von Griechenland (griechisch Παῦλος Α΄ τῆς Ἐλλάδος Pâvlos A tîs Helládos; * 1. Dezemberjul. / 14. Dezember 1901greg. in Athen; † 6. März 1964 in Tatoi bei Athen) war von 1947 bis 1964 König von Griechenland.

## Familie
Paul wurde als dritter und jüngster Sohn von König Konstantin I. von Griechenland und dessen Gemahlin Sophie von Preußen, Tochter des Kaisers Friedrich III. und dessen Ehefrau Victoria von Großbritannien und Irland (einer Tochter von Königin Victoria), geboren.
Kronprinz Paul war seit 1938 mit Friederike von Hannover, der einzigen Tochter des früheren Herzogs Ernst August von Braunschweig und dessen Gemahlin Viktoria Luise, der Tochter Kaiser Wilhelms II. verheiratet. Aus dieser Ehe mit seiner Nichte 2. Grades gingen drei Kinder hervor:
- Sophia (* 1938), ⚭ König Juan Carlos I. von Spanien
- Konstantin (1940–2023), späterer König Konstantin II. von Griechenland ⚭ Anne-Marie von Dänemark
- Irene (* 1942), Prinzessin von Griechenland

## Amtszeit und Politik
Während des Zweiten Weltkriegs lebte Paul von 1941 bis 1946 im Exil, zusammen mit seinem älteren Bruder, König Georg II., der 1935 König geworden war. Nach dem Ende der deutschen Besatzung Griechenlands kehrte Paul 1946 zurück und wurde ein Jahr später – nach dem Tod seines Bruders – als König vereidigt. Aufgrund der Schwächung des Landes durch den Weltkrieg und des sich anbahnenden Ost-West-Konflikts geriet das Land in einen Bürgerkrieg. Paul und Friederike versuchten, durch viele Reisen in die Krisengebiete den Kommunismus zu bekämpfen. Diese Reisen werden als Erfolg gewertet und trugen sowohl zur Popularität der Monarchie als auch zum westlichen Kurs der griechischen Politik bei.
In Zeiten, in denen sich die Weltgemeinschaft mit offiziellen Kontakten zu Deutschland (auch nach Ende des Besatzungsstatuts im Mai 1955) noch zurückhielt, lud Paul den deutschen Bundespräsidenten Theodor Heuss nach Griechenland ein. Die Einladung ließ er von Ernst August von Hannover, dem Bruder seiner Frau, überbringen. Der Staatsbesuch im Mai 1956 war der erste eines deutschen Bundespräsidenten.
Um den damals noch kaum entwickelten Fremdenverkehr auf den griechischen Inseln zu fördern, luden Paul und Friederike 1954 sämtliche regierenden und ehemals regierenden europäischen Königshäuser zu einer Kreuzfahrt zwischen den Inseln ein, für die der Reeder Pétros Nomikós sein Passagierschiff Agamemnon zur Verfügung stellte. Über 100 Gäste nahmen an dieser 14-tägigen Reise teil, die als „Kreuzfahrt der Könige“ bekannt wurde und 1956 mit dem Schiff Achilles wiederholt wurde.

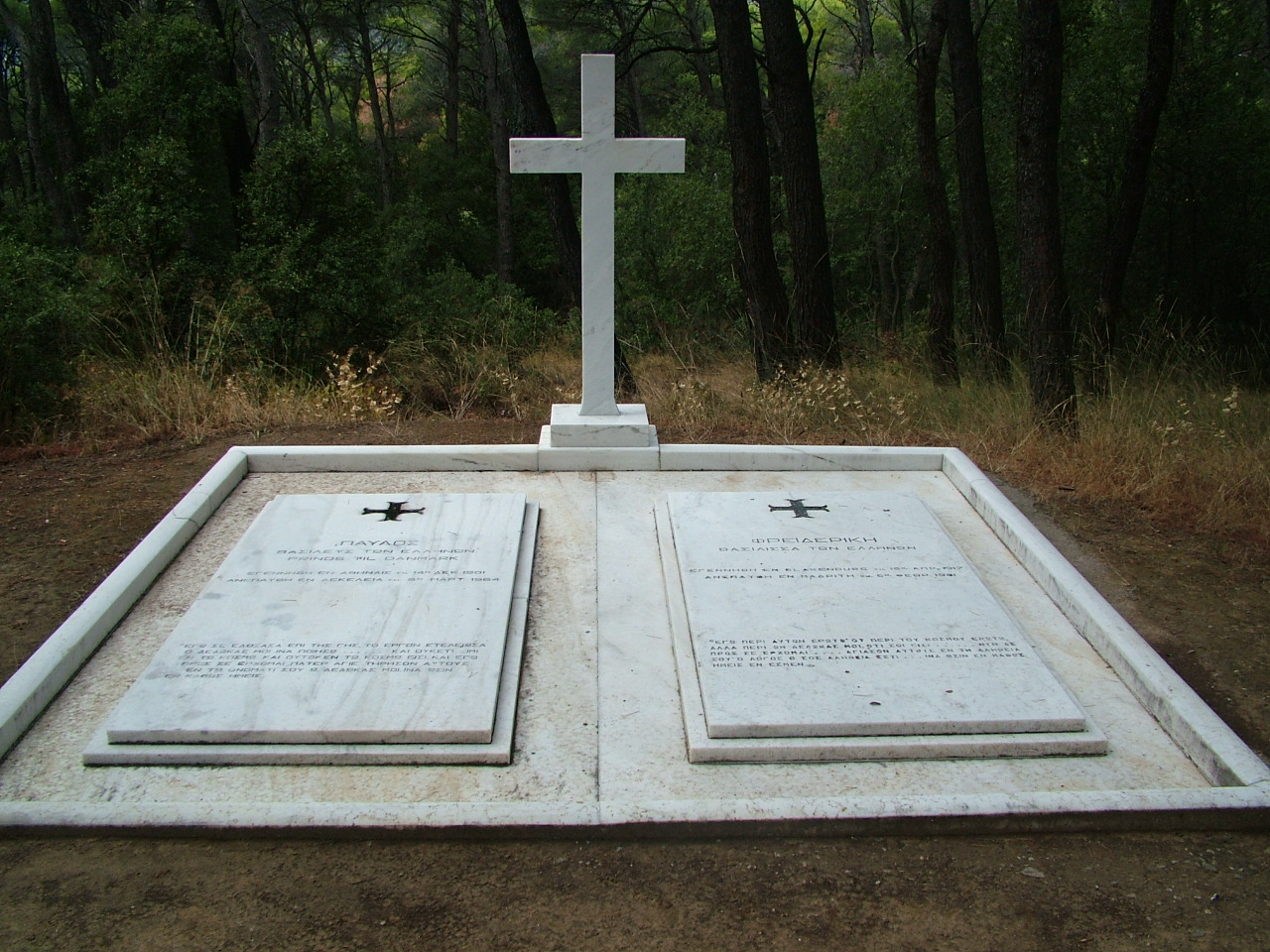
Grab von König Paul in Tatoi

König Paul starb an einem Magenkarzinom in seiner Sommerresidenz Tatoi und wurde dort auf dem Königlichen Friedhof begraben. Königin Friederike lebte nach dem Zusammenbruch der griechischen Monarchie im spanischen Exil in Madrid (ihre Tochter Sophia war spanische Königin), wo sie am 6. Februar 1981 starb. Sie wurde neben ihrem Mann ebenfalls auf dem Königlichen Friedhof in Tatoi begraben. Sein Nachfolger als Griechischer König wurde Konstantin II.

## Auszeichnungen (Auswahl)
- 1954: Sonderstufe des Großkreuzes des Verdienstordens der Bundesrepublik Deutschland
- 1956: Groß-Stern des Ehrenzeichens für Verdienste um die Republik Österreich[4]
- 1961: Bayerischer Verdienstorden